# Jean IV Jouvenel des Ursins
Jean IV Jouvenel des Ursins mort le 26 octobre 1566 à Paris est un prélat français.
Il fut évêque de Tréguier de 1548 à 1566. 

## Biographie
Jean IV Jouvenel des Ursins appartient à la famille Jouvenel des Ursins issue de Jean Jouvenel des Ursins, dont le fils Guillaume fut chancelier de France. Il est fils de Jean III Jouvenel des Ursins, seigneur de Doué, Armentières, etc. et de Louise de Varie. 
Jean IV est prieur doyen de l'abbaye Saint-Denis de Nogent-le-Rotrou, chanoine et ensuite doyen de l'église de Paris le 20 février 1543[réf. nécessaire], abbé commendataire de Saint-Meen depuis 1539. Il est nommé à l'évêché de Tréguier en 1548. Il prend possession de son siège épiscopal le 14 avril 1549.

## Héraldique
Les armoiries de l'évêque sont : « bandé d'argent et de gueules de six pièces, au chef d'argent d'une rose de gueules soutenue d'un fasce d'or ».